# Лаплатска война
Лаплатската война, срещано също и като Платинска война (от английски: Platine War) e военен конфликт В Южна Америка в средата на ХІХ век.
Той е между Аржентина и съюз на Бразилската империя, Уругвай и отцепилите се аржентински провинции Ентре Риос и Кориентес. Започва на 18 август 1851 година и приключва на 3 февруари 1852 година.
Войната е част от продължителното съперничество между Аржентина и Бразилия за влияние в Уругвай и Парагвай и за хегемония в региона на река Ла Плата. Войната завършва с победа на съюзниците и установяване на бразилска хегемония.